# ENHYPENのオールナイトニッポンX
『ENHYPENのオールナイトニッポンX』（エンハイプンのオールナイトニッポンクロス）は、かつてニッポン放送で2021年3月30日（29日深夜）から2022年3月29日（28日深夜）まで放送されていたラジオ番組。2021年9月7日（6日深夜）から2021年9月28日までは一時休止していた（後述）。

## 概要
これは、2021年3月16日にパーソナリティの起用が明らかになったもので、オールナイトニッポンの歴史上、海外アーティストのレギュラーパーソナリティを務めるのはこれが初めてとなる。
今回の起用についてENHYPENは「オールナイトニッポンという番組の50年を超える歴史の中で、海外アーティストがレギュラーパーソナリティを務めるのははじめて、ということで、大変光栄ですし、とてもワクワクしています! 今回の機会を通じて“ENHYPENってこんなグループなんだ! このような魅力を持っている”ということをお見せしたいです。 そしてリスナーの皆さんと僕たちが近くに繋がっていると感じてもらうことができたら嬉しいです。」と意気込みを示した。
オールナイトニッポンのプロデューサーである冨山雄一は「海外のアーティストがレギュラーになるのは、この秋で55年目を迎えるANNの中で初めてのことになります。リモートでの出演を想定しております」と述べた上で「日本人メンバーのNI-KIさんは、13歳で韓国にわたって活動をされているということで、そういった声をラジオを通じて発信していくことで、若者たちに刺さるのではないか」と期待している。また、冨山は「ちょっと前までだと放送局からでしか放送が出来ないという固定観念があったのですが、この1年、コロナ禍で生放送をどうやって維持するかと向き合ってきた結果として『どんな形であれ、音声が届けばそれがラジオになる』という考え方に変わったので、その流れの中で“海外”から“リモート出演”という新しいチャレンジが生まれたと思います。」とした上で「日本人メンバーNI-KIさんは、13歳で韓国に渡って、アイドルを目指してやってきて、デビューして、世界的なアーティストになる階段を今上がっている。そんなNI-KIさんが定期的にラジオで話すということは、同年代はもちろん、幅広い方にとってリアルドキュメントとしての魅力的なトークを楽しんでいただけるのではないかと考えています」と述べている。
2021年3月30日（29日深夜）に放送された第1回では、メンバー全員が出演し、番組の最初で、日本人メンバーであるNI-KIが「こんばんは、はじめまして。韓国・ソウルがお送りしております。少し緊張しています」と挨拶し、「最近はメンバーみんなでいろいろ練習しながら楽しんでいます。（2021年）2月には中居正広さんの番組に出させていただきました。初めて日本のバラエティーでしたが、すごいいい経験になりました。みなさんと同じ10代として、お届けできるメッセージがあればなと思っています。メンバーは日本語勉強中なので、僕がメンバーとみなさんと橋渡しとして頑張りたいです」と意気込みを示し、「『ANNX』はきょうからスタートしますが、豪華な方たちと一緒にできて緊張していますが、光栄です。いろいろ知っていただけるように、リスナーのみなさんと交流して盛り上げていきたいと思っています。たくさんツイッターなどでつぶやいてくださいね。」とリスナーに呼びかけた。その後、メンバーがそれぞれ日本語で自己紹介を行い、番組のスタッフからメンバーに対して、プレゼントが贈られた。そして、エンディングで、メンバーからは「時間が過ぎるのが早すぎた。リスナーの皆さんに楽しんで聴いていただけたか気になる」と述べた上で「番組のタイトルのように皆さんとクロスし、楽しいことと悲しいことを共有できる温かい関係になりたい。」と改めて、意気込みを示した。
第2回の放送からは、NI-KIが進行を務め、毎回メンバー1人がパートナーとして出演する形式で放送している。放送の仕組みとしては、メンバーはソウルのスタジオからリモートという形で放送を行い、ニッポン放送のスタジオにはひろたみゆ紀が待機し、メンバーと会話する形式をとっている。
しかし、ENHYPENのメンバーであるJUNGWON・HEESEUNG・JAY・JAKE・SUNGHOONが9月2日に、NI-KIが9月5日に、それぞれ、新型コロナウイルスの感染が明らかになったため、2021年9月7日の放送をもって、この番組をお休みすることになった。その後、2021年9月16日に、メンバー全員が完治したため、2021年10月5日（4日深夜）に放送が再開された。
そして、2022年2月28日（3月1日深夜）放送分にて、同年3月末（3月29日（28日深夜））をもってこの番組を終了する事を発表した。こうして、2022年3月29日（28日深夜）に放送された最終回では、「昨年3月にスタートし、ちょうど1年。今日でENHYPENは『オールナイトニッポンX』を卒業する。成長するための良い経験になりました」と述べ、「ENHYPENの思い出クイズ」として、リスナーが選んだ、もう一度聴きたい名場面とその選定理由をクイズ形式で紹介した。そして、「ラジオを通じてENHYPENの新しい姿を知った こんなに素敵な時間を作ってくれてありがとう」「1年間でもっと素敵になって日本語ももっと上手になったENHYPENの姿に感動した」といったリスナーから寄せられたメッセージに「本当にうれしくて、感謝しています。ENGENE（ファンの呼称）の方々が毎週送ってくれるメッセージは私たちにも力になりました」と述べた。エンディングでは、「1年間愛してくださり、聞いてくださったリスナーの皆さんに感謝しています。ENGENEのおかげで本当に楽しかったし、ラジオを通じて日本語力も上がり、多くのことを経験できたと思います。状況が良くなり、日本に直接行ってラジオができる日が来てほしいです」と述べた上で、「これからもENGENEの皆さんのためにもっと熱心に活動し、良い音楽と素敵なステージをお見せしたいです。もうすぐ日本のシングルもリリースされるので、楽しみにしていてください」と述べて、1年間の番組の歴史に終止符を打った。

### 特番
2022年11月11日（10日深夜）に、一夜限りの復活としてANNXが放送された。
2024年6月19日に福岡市にある福岡大名ガーデンシティで公開収録が行われ、その模様は2024年7月30日0時から0時58分（29日深夜）に放送された。

## 放送時間
- 火曜日 0:00-0:58（月曜日深夜）[14]

## パーソナリティ
- ENHYPEN
- アシスタント: ひろたみゆ紀[15]（ニッポン放送アナウンサー）

## ゲスト
- 2021年9月7日（6日深夜）：TAEHYUN・HUENINGKAI（TOMORROW X TOGETHER）[16]
- 2022年1月25日（24日深夜）：YUTO（PENTAGON）[17]
- 2022年3月1日（2月28日深夜）：U（ONF）[18]

## スタッフ
- ディレクター：金子司
- 放送作家：細田哲也
- サブ作家：飯嶋りか